# Палюшкевич, Януш
Януш Палюшкевич (пол. Janusz Paluszkiewicz) — польский актёр театра, кино и радио.

## Биография
Януш Палюшкевич родился 20 марта 1912 года в Лодзи. Он был сыном Мартина-мясника и Антонины Войцеховской. Окончил торговую школу в Лодзи. Дебютировал в театре в 1932 в Лодзи. После войны он ненадолго связался с Городским театром в Ченстохове и Театром им.Словацкого в Кракове. С 1948 года был актером варшавских театров: многообразия (1948-1950 и 1975-1977) и драматического (1950-1975). Умер 19 февраля 1990 года в Гловне. Похоронен на Заревском кладбище в Лодзи.

## Избранная фильмография
- 1951 — Община / Gromada — Крыхаль
- 1954 — Поколение / Pokolenie — Секула
- 1956 — Человек на рельсах / Człowiek na torze — механик Крокус
- 1959 — Кафе «Минога» / Cafe pod Minogą — немецкий солдат
- 1960 — Тысяча талеров / Tysiąc talarów — Бомбасиньский, санитар
- 1960 — Муж своей жены / Mąż swojej żony — гостиничный портье
- 1960 — Крестоносцы / Krzyżacy — королевский маршал
- 1961 — Действительность / Rzeczywistość — товарищ Гавалек из Варшавы
- 1964 — Прерванный полёт / Przerwany lot /
- 1966 — Ад и небо / Piekło i niebo — друг Игнатия. лесничий
- 1966 — Четыре танкиста и собака / Czterej pancerni i pies — капитан Баранов (только в 4-й серии)
- 1967 — Отец / Ojciec — сержант «Горбатый»
- 1967 — Ставка больше, чем жизнь / Stawka większa niż życie — Томала (только в 16-й серии)
- 1967 — Вестерплатте — сержант Пиотровский
- 1970 — Доктор Эва / Doktor Ewa — Закольский (только в 9-й серии)
- 1973 — Дорога / Droga — сосед Левандовских (только в 6-й серии)
- 1974 — Сколько той жизни / Ile jest życia — загонщик на охоте (в 3-й и 6-й серии)
- 1975 — Ночи и дни / Noce i dnie — Банасяк, крестьянин в Сербинове
- 1975 — Директора / Dyrektorzy — Игнацы Гайда
- 1975 — Опали листья с деревьев / Opadły liście z drzew — «Гром», партизан
- 1978 — Кошки это сволочи / Koty to dranie — Владислав Сыпневский
- 1978 — Обратный билет / Bilet powrotny — эпизод
- 1982 — Пансион пани Латтер / Pensja pani Latter — Мельницкий
- 1983 — Дом святого Казимира / Dom św. Kazimierza — полковник Масловский
- 1986 — Чужой дома / Obcy w domu — дядя Германн
- 1987 — Баллада о Янушике / Ballada o Januszku — Карусель (в 7-й и 8-й серии)

## Признание
- Кавалер ордена Возрождения Польши (1978).
- Медаль «40-летие Народной Польши» (1984).